# 妻問婚
妻問婚（つまどいこん）とは婚姻の一種で、夫が妻の下に通う婚姻の形態のこと。招婿婚ともいう。
女系制の伝統のある社会など母権の強い民族に多く見られる婚姻形態で、普通、子は母親の一族に養育され、財産は娘が相続する。かつてこうした婚姻形態を持っていた民族として有名なのは、インド南部ケーララ州に住むドラヴィダ人、朝鮮半島、古代の日本人など。『後漢書』によると、高句麗では、婚姻は妻問婚で、子供が成長した後に夫の家に連れ還ったという。現代でも中国南西部のモソ人は「走婚」と呼ばれる妻問婚を行っている。

## 女系社会における妻問婚
かつてケララのドラヴィダ人は多夫多妻制の女系社会を築き、同じ一族に属する数世代の女系家族が同居する生活を営んでいた。一家の財産や社会的地位は女子が継ぎ、男子の地位や経済力は実家ではなく妻に準じる。女子の後見人は母の姉妹であり、男子の後見人は母の兄弟が務める。
彼らの家には幾つかの区切りがあり、女性達は共同の広間と自室を持っていて、夫は夜間にその部屋に通う。一人の女性に複数の男性が通うことも多く、結果、女性が妊娠した場合は、遺伝上の父親（ジェニター 英：genitor）ではなく一族の長である女性が認めた男性が女性の夫、子供の社会的な父（ペイター 英：pater）となる。子は母親の一族に組み入れられ、妻の実家で養育される。社会的な父には扶養の義務があり、畑仕事などで一家を養う。

## 原始日本の妻問婚
日本に置いて妻問婚は、飛鳥・奈良時代に先立つ古墳時代に一般的であったと考えられている。妻と夫はそれぞれの氏族で居住し、妻の財産は妻方の氏族が、夫の財産は夫方の氏族が管理した。各氏族内では氏族長として氏上がいた。
求婚は「ヨバヒ」といい、女が許せばその場で結婚が成立した(「ヨバヒ」は現代の「夜這い」の語源である。)。妻問いとはいえ、主導するのは女性側だったのである。ヨバヒには戸口などから女を呼ぶだけといった形から、歌の贈答を経るものもあったらしい。族長クラスになると媒が入ることもあったが、基本的には本人同士が気に入るかどうかであった。結婚が成立した後、女が、女性であるオヤ（族長）に告げ、認められれば公式の婚姻となる。
この頃の住まいは、大屋妻屋式集落と呼びうるもので、大屋＝母屋＝中つ屋という、族長をなす姉弟である「トジ・トネ」や、長老たちの詰め所であり、共同祭祀や会食の場となった建物を中心に、ヘヤ、クルワ、マキなどと呼ばれる妻屋群が存在したと考えられている。妻屋群は、倉庫、産屋、若者小屋に加え、娘たちの婚姻用、母たちの育児用の建物が含まれていた。
子の養育は母の一族が行うものであり、夫方の一族が介入することはできなかった。離婚も簡単で、夫が妻方に通わなくなったら「床去り」「夜離れ」といって離婚となった。また通ってきた夫を妻が返してしまえばやはり離婚となった。従って、何らの宣言も届け出もない古代の離婚は大変あいまいなものであった。そのような状況なので一夫多妻はもとより多夫多妻となる婚姻も珍しくなかったらしい。
妻問婚は平安時代中期まで継承され、これが摂関政治成立の原因のひとつとなった。藤原氏を妻に持つ天皇の子は、母の一族である藤原氏のもとで養育され、その子が長じて天皇になった場合に、藤原氏の意向に従う存在となるのは当然の帰結であった。しかしながら平安時代中期より制度に変化が見られ、生まれた子供の養育を父の一族で行う慣例となり、これが後三条天皇以降の摂関政治の衰退の原因となる。